# Giovanni Deutsch
Giovanni Deutsch, SS.CC. – brat Antoni, (ur. 1896 r. w Eitorf, zm. 29 lutego 1980) – niemiecki duchowny katolicki, prefekt apostolski Środkowej Norwegii w latach 1945–1953.
Urodził się w 1896 r., w Eitorf, w zachodnich Niemczech. W wieku 23 lat wstąpił do zakonu Zgromadzenia Najświętszych Serc Jezusa i Maryi oraz Wieczystej Adoracji Najświętszego Sakramentu Ołtarza i rozpoczął studia teologiczne. W 1924 r. po odbyciu nowicjatu został wyświęcony na księdza.
14 grudnia 1945 r. został powołany na stanowisko prefekta apostolskiego Środkowej Norwegii, które piastował przez 7 lat, do swojej rezygnacji w 1953.